# Pseudoeconesus bistirpis
Pseudoeconesus bistirpis är en nattsländeart som beskrevs av Keith A.J. Wise 1958. Pseudoeconesus bistirpis ingår i släktet Pseudoeconesus och familjen Oeconesidae. Inga underarter finns listade i Catalogue of Life.